# KBS1
KBS1 é uma rede de televisão pública da Coreia do Sul. Sua programação é generalista, mas de alto nível, variando de notícias e atualidades, programação cultural, cobertura esportiva, séries de entretenimento e programação infantil. Desde 8 de outubro de 2012, o canal transmite 24 horas por dia.

## História
A KBS TV começou a transmitir em 31 de dezembro de 1961, como a primeira estação de televisão em grande escala da Coreia do Sul. Transmissões regulares começaram em 15 de janeiro do ano seguinte.
A KBS1 já foi conhecida por ser uma das primeiras emissoras de TV comercial da Coreia do Sul. Mas em 1963, o governo sul-coreano através de seu parlamento, introduziu o sistema de taxa de licença de televisão. Anúncios em KBS1 foram abolidos em 1994.
O monopólio foi quebrado em 1965, quando a TBC começou a transmitir. Em 1980, após a aquisição da KBS de vários radiodifusores privados, tornou-se conhecido como KBS1.
A KBS 1TV começou a transmitir 24 horas em 8 de outubro de 2012, o primeiro canal na Coreia do Sul a fazê-lo, em consonância com a transição digital e após o levantamento da proibição de transmissão para as primeiras horas da manhã na televisão terrestre. Mesmo que o KBS1 seja de 24 horas, eles continuam fechando nas noites de domingo e segunda-feira, devido a manutenção técnica.

## Programação
A KBS 1TV é a sede predominante dos programas de notícias, atualidades, conversas e documentários produzidos pela KBS, bem como séries de drama diário primetime e séries históricas e literárias de final de semana. Também atua como o principal canal de notícias de última hora ou eventos ao vivo de importância nacional e internacional. Também transmite shows musicais e programação cultural. Todos os dramas da KBS 2TV também são exibidos neste canal como reprises, notavelmente os dramas de segunda a terça e os dramas de quarta a quinta.
A KBS 1TV tem shows de variedades musicais, mas diferente de seu canal irmão, KBS 2TV e a maioria das estações comerciais que transmitem ao vivo, a maioria dos shows musicais da KBS 1TV é gravada ou transmitida ao vivo em ocasiões especiais como especiais. O único programa de música ao vivo exibido neste canal é o National Singing Contest (também conhecido como Korea Sings), um concurso de talentos exibido desde 1980.